# 布赖讷堡
布赖讷堡（法語：Braine-le-Château，法語發音：[bʁɛn lə ʃato] ⓘ，荷蘭語發音：[kɑˈsteːlˌbraːkəl]）是比利时瓦隆大区瓦隆布拉班特省的一个市镇，北部与弗拉芒大區弗拉芒布拉班特省接壤，通行法语，是比利时法语社群的一部分，面积22.70平方千米，人口10,447人（2018年1月1日）。